# Ines Castellani Fantoni Benaglio
Ines Castellani Fantoni Benaglio, nota anche con lo pseudonimo di Memini (Pavia, 1849 – Azzate, 6 maggio 1897), è stata una scrittrice italiana.

## Biografia
Nata a Pavia da una famiglia nobile, discendente del poeta Giovanni Fantoni, visse a Firenze e a Milano. Esordì come scrittrice nel 1880, con Estella e Nemorino. Scrisse numerosi romanzi, che attirarono l'attenzione di Neera, con la quale ebbe un rapporto di amicizia.
Sposò il poeta Luigi Benaglio.

## Opere (parziale)
- Fra quadri e statue, 1882
- Mia, 1884
- La marchesa d'Arcello, 1886
- Mario, 1887
- Un tramonto ed altri racconti, 1888
- Le Perichole, 1888
- Anime liete, 1889
- Vita mondana, 1891
- Ultima primavera, 1894
- Milla d'Astianello, 1895
- Maria d'Ardeano 1896
- Carina d'Orno, 1896